# Valleve

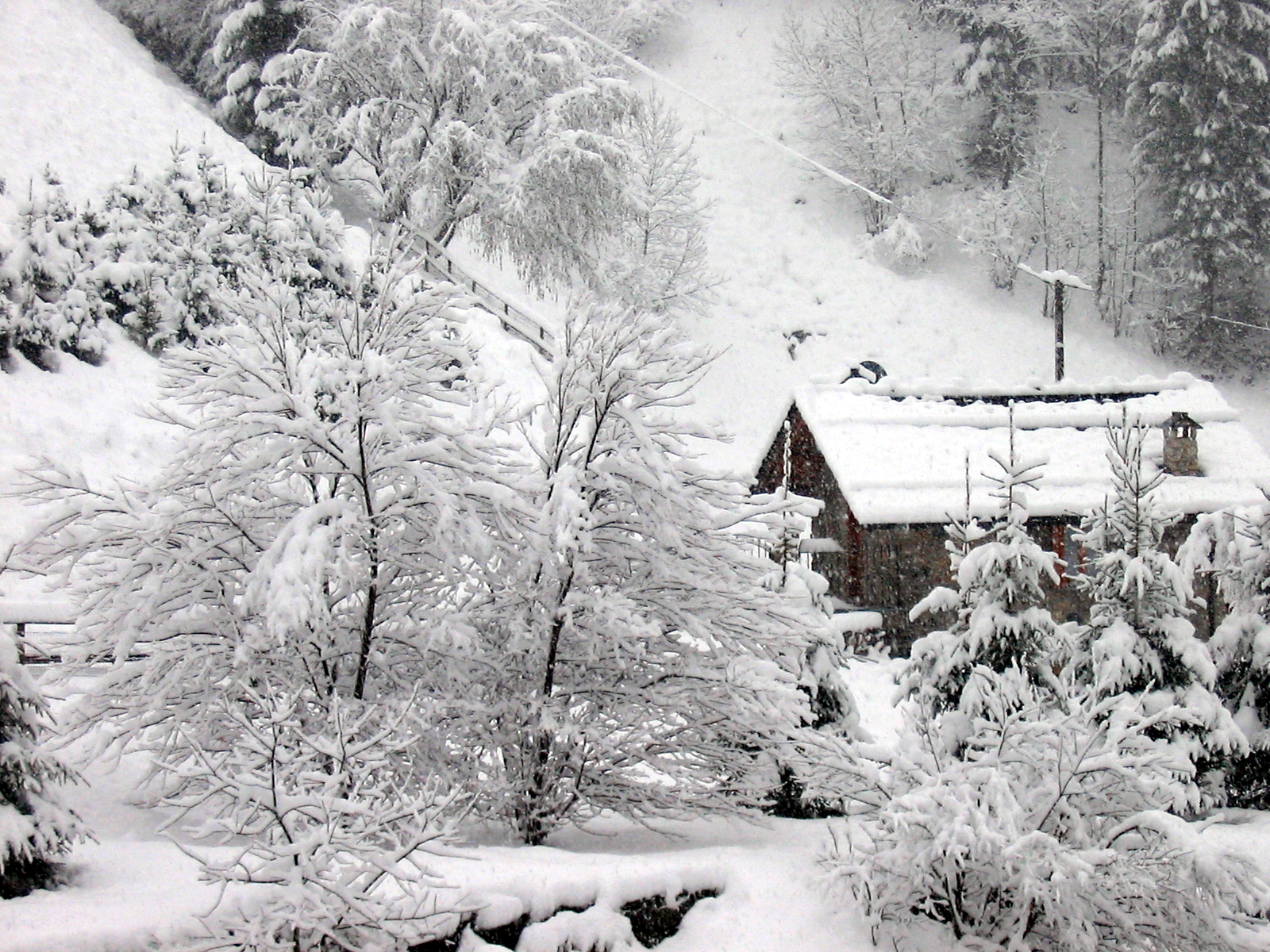
Valleve v zimě

Valleve je komuna (obec) v provincii Bergamo v italském regionu Lombardie, která se nachází asi 80 kilometrů severovýchodně od Milána a asi 40 kilometrů severně od Bergama. K 1. lednu 2018 žilo v obci 133 obyvatel. Má rozlohu 14,9 kilometrů čtverečních.
V obci Valleve je frazione San Simone.
Valleve sousedí s následujícími obcemi: Branzi, Carona, Foppolo, Mezzoldo, Piazzatorre, Tartano.